# Томпсон (Северна Дакота)
Томпсон (енгл. Thompson) град је у америчкој савезној држави Северна Дакота.

## Демографија
По попису из 2010. године број становника је 986, што је 20 (-2,0%) становника мање него 2000. године.
| Група             | 2000.       | 2010.       |
| Белци             | 979 (97,3%) | 959 (97,3%) |
| Афроамериканци    | 4 (0,4%)    | 3 (0,3%)    |
| Азијати           | 7 (0,7%)    | 1 (0,1%)    |
| Хиспаноамериканци | 8 (0,8%)    | 9 (0,9%)    |
| Укупно            | 1.006       | 986         |